# Bústia blanca
Bústia blanca (en japonès shiro post o també anomenat shiroposuto o 白ポスト)  és una caixa blanca situada a diverses localitzacions al Japó on es demana que la gent hi dipositi continguts pornogràfics i nocius de forma discreta.

## Descripció
Les seves formes són variades, i a més de la forma de caixa, hi ha formes de cabra i ovella (perquè són animals que mengen paper), formes de marieta de set taques (que són considerats insectes beneficiosos segons la cultura japonesa), formes cilíndriques i formes de figures d'argila. A més, tot i que les més comunes són blanques, també existeixen en varietat de colors, com ara de color verd i acer inoxidable.
Aquestes bústies per a pornografia s'instal·len prop d'estacions de tren en punts discrets per recollir revistes pornogràfiques que s'han llençat a les papereres dels parcs públics o als portaequipatges dels trens, per mantenir-les fora de l'abast de menors d'edat i població vulnerable.
El nom «bústia blanca» es va encunyar en referència a les bústies que també tenen una ranura de correu. Depenent de la regió, les bústies blanques s'anomenen de manera diversa «caixes de cabres», «caixes d'ovelles», «caixes de recollida de llibres perjudicials», «publicacions de llibres dolents», o «publicacions verdes».
Els llibres que es recullen són classificats i eliminats per l'òrgan de recollida, però a partir del 2024, la quantitat de llibres recollits està en disminució A més, hi ha hagut casos en què les escombraries, el correu i les targetes de Cap d'Any s'han posat a les papereres amb finalitats diferents de les previstes durant la recollida mostrant el desús i desconeixement sobre aquestes bústies.
L'entitat que instal·la les bústies també varia segons la regió. Hi ha les creades per les organitzacions establertes per ordenances locals com ara els centres de joventut, les creades per consells d'educació i les creades per organitzacions de voluntariat.

## Història
Es creu que les primeres bústies blanques van aparèixer l'⁣any 1963 a Amagasaki, Japó, quan es feien amb tambors pintats de blanc i es van instal·lar per dipositar llibres nocius. Al voltant de 1950, van començar a aparèixer llibres sobre "sexe, violència i drogues" a la indústria editorial japonesa. Els educadors i els pares de joves (especialment les organitzacions com els consells escolars i les associacions de pares i mestres) van sentir una sensació de crisi sobre la "mercantilització del sexe i la violència" i van llançar una "campanya per prohibir els mals llibres".
Tot i que sempre hi havia hagut llibres considerats dolents, com els llibres eròtics i els shunga del període Edo, les estampes nishiki-e del període Meiji i les revistes de purgues de la postguerra, hi havia un "límit" clar entre adults i nens, i no es creia que els nens tinguessin desitjos sexuals. No obstant això, a la dècada de 1960, es van publicar diverses revistes de manga per a nois, i els professors i les mares es van preocupar pel joc de rol dels nens basat en manga. Paral·lelament, a causa de la disminució de la natalitat de la postguerra i de l'extensió de les cases de tres o més habitacions, les llars van començar a tenir més habitacions infantils. Les habitacions dels nens eren un símbol de la prosperitat i una manera de preparar els nens per a les guerres ferotges dels exàmens d'accés, però a mesura que les zones de jocs infantils es van traslladar de l'exterior a l'interior, el risc de portar llibres nocius a les habitacions dels nens va augmentar. Així, a la dècada de 1960, aquests aparells en forma de bústia, la majoria pintats de blanc, van començar a estendre's per tot el país amb l'objectiu d'evitar que els llibres nocius arribessin a les llars, i es mantingueren en ús fins als nostres dies.
Quan es van instal·lar les bústies blanques, els llibres nocius estaven majoritàriament en paper, però amb l'aparició de vídeos per a adults a la dècada de 1980 i els DVD per a adults a la dècada de 1990, aquests també estaven subjectes a la recollida. No obstant això, a causa de les males maneres dels adults, s'han tornat difícils de gestionar, amb gent que hi llença escombraries com si fossin papereres, o trenquen els panys per robar les revistes que hi ha a l'interior, a més, la difusió d'⁣Internet ha facilitat l'accés a imatges i vídeos de nus, de manera que el nombre de bústies blanques està disminuint. D'altra banda, hi ha algunes zones a la prefectura de Nagasaki on el nombre d'articles recollits ha augmentat des de principis de la dècada de 2010, passant de 16.000 a 17.000. A més, alguns municipis, com Himeji i Nishinomiya, han deixat d'utilitzar les bústies a causa d'una davallada recent de l'ús o un ús inesperat (abocament incontrolats per part de certes empreses), mentre que alguns municipis, com Kakogawa, han eliminat les bústies ells mateixos.

## Galeria d'imatges
- Una bústia blanca instal·lada a l'estació de Sasebo.
- Una bústia blanca instal·lada a una parada d'autobús pel Consell de Contramesures de Problemes Juvenils de la ciutat d'Inawashiro
- Una bústia blanca instal·lada a l'entrada/sortida de l'estació de Karo (a partir del novembre de 2022, la bústia està tancada).
- Una bústia blanca instal·lada a prop de l'estació de Futsukaichi].
- Una bústia blanca instal·lada a la sortida nord de l'estació de Mito.
- Una bústia blanca en forma de "caixa de cabra" instal·lada prop de l'estació de Matsusaka.